# نهائي كأس رابطة الأندية الإنجليزية المحترفة 1990
نهائي كأس رابطة الأندية الإنجليزية المحترفة 1990 هي المباراة النهائية من منافسة كأس رابطة الأندية الإنجليزية المحترفة 1989–90، أقيمت المباراة في 29 أبريل 1990، في ملعب ويمبلي، بين فريقي نوتينغهام فورست، وأولدهام أثلتيك، وفاز فيها نوتينغهام فورست، بعد أن هزم أولدهام أثلتيك، بنتيجة 1 - 0.

## تفاصيل المباراة
لعبت المباراة النهائية في 29 أبريل 1990.
| نوتينغهام فورست | 1 -0 | أولدهام أثلتيك |
| --------------- | ---- | -------------- |
|                 |      |                |